# Schneesturm
Als Schneesturm bezeichnet man einen Sturm mit heftigem Schneefall. Schneestürme sind typischerweise Winterstürme, von Tiefdruckgebieten angetriebene Starkwindereignisse bei gleichzeitigem Einbruch von polarer Kaltluft. Außerdem sind sie im Hochgebirge der Regelfall, wo sie auch im Sommer auftreten können.
Schneestürme sind charakteristisch für bestimmte Weltgegenden und haben dort spezielle Namen:
- Blizzard – Nordamerika, Antarktis und Lappland
- Purga – Zentralasien
- Yalca – Anden im Norden Perus
- Winter-Buran – Kasachstan und Westsibirien

Radarbild Nordamerika, 24. Februar 2007: Blizzard – von einem Zyklon über dem Mittelwesten gesteuert treibt feuchte subtropische Luft von Südwesten gegen eine Kaltluftmasse über dem Nordosten, heftige Schneestürme an der Front vom großen amerikanischen Seengebiet bis an den Atlantik bei New York, und an den Appalachen

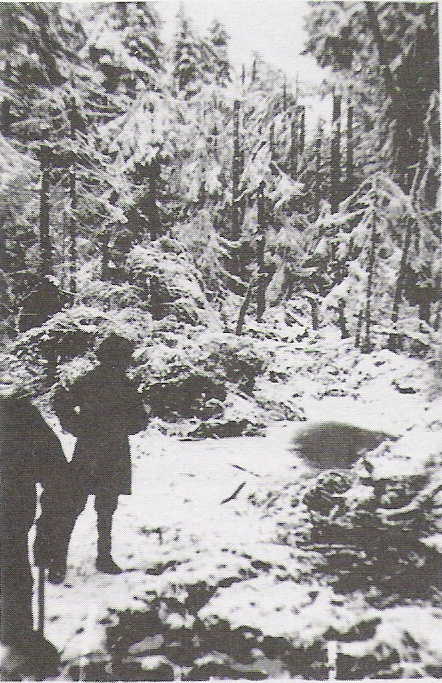
Schneebruch nach einem Schneesturm im Steinwald, 1927/1928
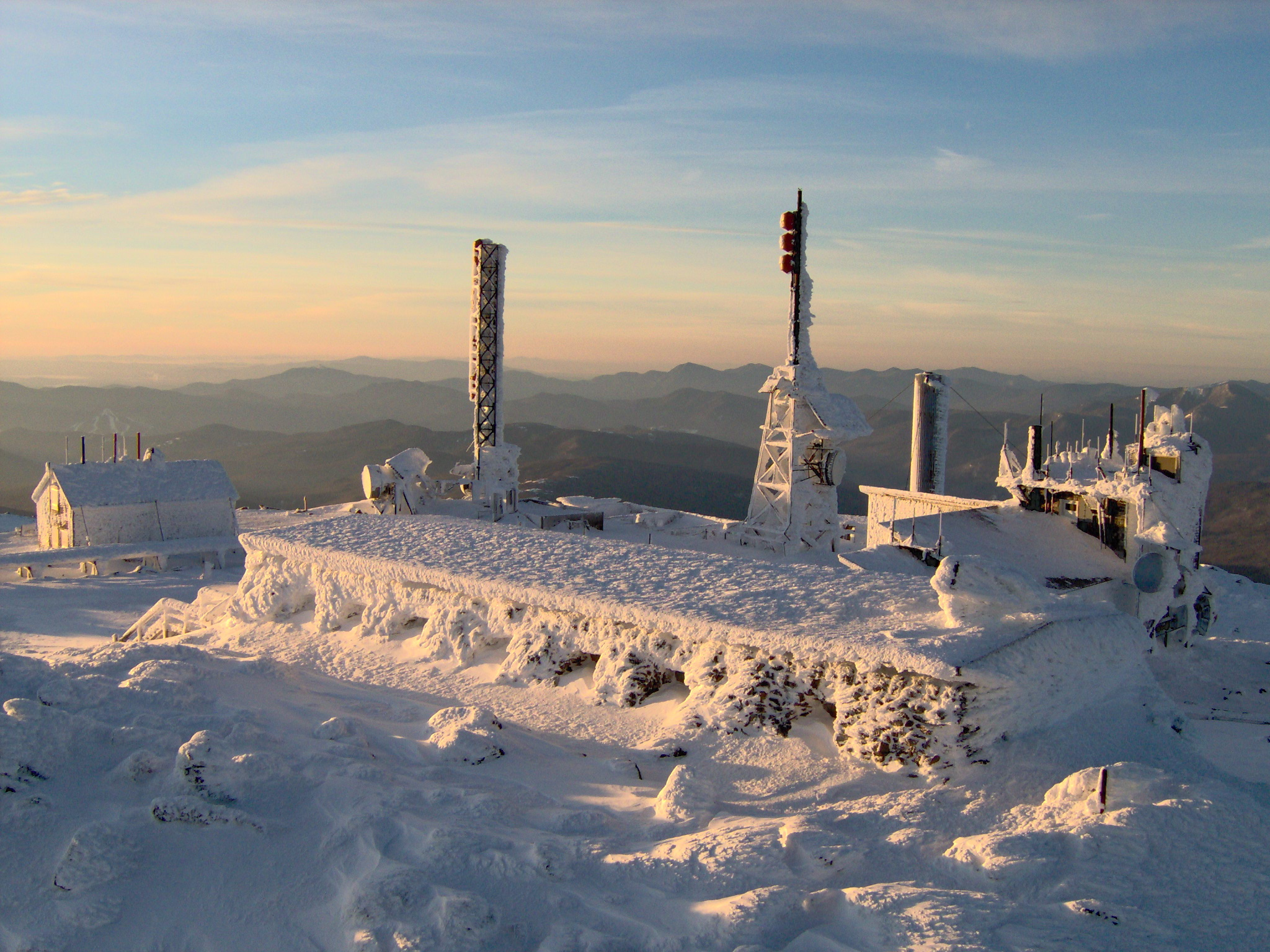
Pressschnee an Gebäuden im Hochgebirge
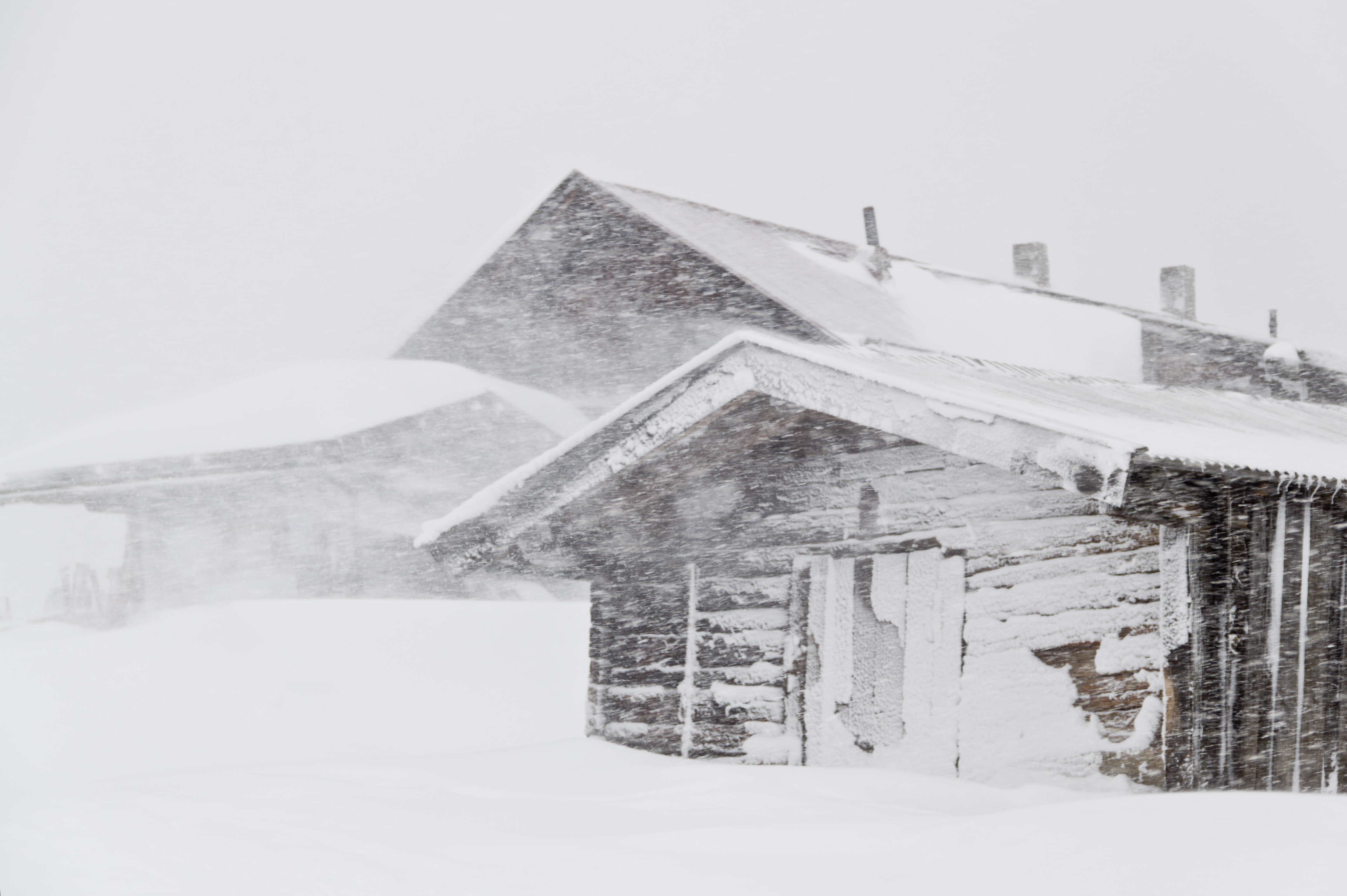
Schneesturm im Tirol

Die markantesten Begleiterscheinungen eines Schneesturmes sind neben Straßenglätte auch Sichtbeeinträchtigung sowie Beeinträchtigung des Straßen-, Schienen- und Luftverkehres. Die Schneemengen können teilweise mit Schneepflügen nicht mehr oder nicht schnell genug geräumt werden, so dass Schneefräsen zum Einsatz kommen müssen. Hohe Schneelasten können Bäume, aber auch Strommasten und Telefonleitungen zerstören.
Ein Schneesturm, der etwa 4000–6000 Tote verursacht hat, tobte vom 3. bis 9. Februar 1972 im Iran. Die Schneemassen begruben einige Dörfer unter sich. Er gilt als der tödlichste Schneesturm der Geschichte.